# Іферуан

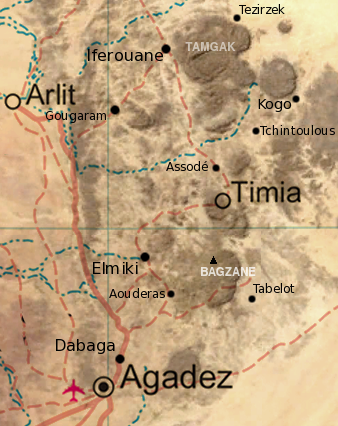
Карта південних гір Аїр.

Іферуан (фр. Iférouane) — місто-оаза і громада на півночі Нігеру, у регіоні Агадес. Розташоване на північний схід від міста Арліт на півночі плоскогір'я Аїр в долині Ігазар поблизу хребта Тамгак.

## Історія
Французька військова експедиція під проводом Фернана Форо та Амеде-Франсуа Ламі зупинилася в Іферуані 24 лютого 1899 року, щоб отримати додаткові в'ючні тварини, оскільки їхня кількість скоротилася з 1004 до 585 голів, і вирушила 10 червня 1899 року, прямуючи до Агадеса. Протягом цього часу експедиційний корпус зіткнувся з численними атаками туарегів і розмір його каравану зменшився з 585 верблюдів до 75.
Під час колоніального періоду Нігеру Іферуан був найпівнічнішим військовим форпостом у французькій колонії. У 1964 році, через кілька років після здобуття незалежності, населення Іферуана становило приблизно 10 000 осіб.

### Друге повстання туарегів
Іферуан був місцем першого нападу, здійсненого Рухом Нігеру за справедливість (MNJ), який ознаменував початок Другого повстання туарегів. Згодом біля міста відбулися численні зіткнення між повстанцями та урядовими силами, включаючи напад на початку грудня 2007 року на конвой із постачанням, що прямував до Іферуана, що призвело до загибелі трьох солдатів і, за даними уряду, восьми повстанців.
У жовтні 2007 року президент Ініціативи SOS Iférouane, місцевої організації, яка займається доставкою продовольства в місто, повідомив, що через відсутність безпеки, викликане повстанням, жителі Іферуана були без їжі кілька тижнів. Він також повідомив про зростання захворюваності на малярію та діарею серед жителів міста.
У листопаді заступник мера Іферуана повідомив, що все населення міста — приблизно 5000 жителів — покинуло місто через нестачу продовольства, повстання туарегів і «утиски» з боку армії. Центральний уряд у Ніамеї підтвердив, що постачання до міста було заблоковано через мінування доріг повстанцями, але заперечив, що місто спорожніло.
У листопаді 2008 року репортер Радіо Франс Інтернешнл відвідав місто і описав його як «без жителів», а все населення втекло до Арліта або Агадеса . Впродовж 2009 року жителі почали повертатися, і до вересня повернулося близько 90 % населення, і сільське господарство було відновлено, незважаючи на пошкоджену інфраструктуру.

## Клімат
Іферуан отримує в середньому понад 50 мм опадів на рік, які випадають під час кількох сильних злив протягом літніх місяців. Середньорічна кількість опадів становила 58,2 мм з 1940 по 1989 рік і 76,1 мм між 1990 і 2004 рр. Температура від −1 °C (30 °F) і до 52 °C (126 °F).